# Kičica
Kičica (stozlatnik, lat. Centaurium), biljni rod kojemu pripada tridesetak vrsta jednogodišnjeg i dvogodišnjeg raslinja i trajnica iz porodice sirištarki. U Hrvatskoj raste nekoliko vrsta, među kojima primorska kičica (C. maritimum), nježnocvjetna ili sitnocvjetna kičica (C. tenuiflorum), štitasta kičica (C. erythraea) i druge.
Ime roda dolazi po kentauru Hironu, koji je njome vidao rane.
Klasasta kičica ne pripada rodu kičica, nego u rod Schenkia (S. spicata)

## Vrste
1. Centaurium ameghinoi (Speg.) Druce
2. Centaurium babylonicum (Griseb.) Druce
3. Centaurium barrelieroides Pau
4. Centaurium bianoris (Sennen) Sennen
5. Centaurium cachanlahuen (Molina) B.L.Rob.
6. Centaurium capense C.R.Broome
7. Centaurium centaurioides (Roxb.) S.R.Rao & Hemadri
8. Centaurium chanetii (H.Lév.) Druce
9. Centaurium chloodes (Brot.) Samp.
10. Centaurium × cicekii Yild. & Yaprak
11. Centaurium cochinchinense (Spreng.) Druce
12. Centaurium compar (R.Br.) Druce
13. Centaurium erythraea Rafn
14. Centaurium favargeri Zeltner
15. Centaurium flexuosum (Maire) J.-P.Lebrun & Marais
16. Centaurium × intermedium (Pollini) Druce
17. Centaurium × jolivetinum (P.Fourn.) P.Fourn.
18. Centaurium × litardierei Ronniger ex Litard.
19. Centaurium littorale (Turner) Gilmour
20. Centaurium malzacianum Maire
21. Centaurium maritimum (L.) Fritsch
22. Centaurium minutissimum Maire
23. Centaurium portense (Hoffmanns. & Link) Butcher
24. Centaurium pulchellum (Sw.) Hayek ex Hand.-Mazz., Stadlm., Janch. & Faltis
25. Centaurium quadrifolium (L.) G.López & C.E.Jarvis
26. Centaurium rigualii Esteve
27. Centaurium scilloides (L.f.) Samp.
28. Centaurium serpentinicola Carlström
29. Centaurium tenuiflorum (Hoffmanns. & Link) Fritsch

## Sinonimi
- Centaurium spicatum (L.) Fritsch = Schenkia spicata (L.) G. Mansion